# Sulla filosofia
Sulla filosofia è un dialogo perduto di Aristotele.

## Struttura
Nel primo libro Aristotele conduce una disamina sul concetto di sapienza, la filosofia è «acquisto e uso della sapienza». È chiaro pertanto che, determinando in che cosa consiste quest’ultima, Aristotele determina qual è l’oggetto della prima. Si delinea così il piano dell’opera: poiché, come ci accingiamo a vedere, la sapienza è conoscenza dei principi primi, il compito della filosofia consiste innanzitutto nel raggiungerne l’acquisizione, ossia nel definire quali sono. A questo risultato Aristotele perviene esaminando a chi è stata attribuita la qualifica di sapiente (sophos), e perché, ossia per aver parlato di che cosa, gli è stata attribuita. Risulta inoltre che dovette appuntare l’indagine sui sette sapienti, da lui chiamati «sofisti», sulle riflessioni sapienziali dei Magi, dei Caldei e degli Egizi, su proverbi del tipo «nulla di troppo» o «dà garanzia, ed ecco: la sciagura è pronta», sui versi orfici, considerati depositari della sapienza dai Pitagorici, sul pensiero di Senofane circa l’unicità del divino, individuato nell’unità del cosmo, su quello di Parmenide e di Melisso, qualificati «immobilizzatori della natura» e, quindi, «afisici».
Nel secondo libro Aristotele tratta della dottrina delle Idee-Numeri, ma vi muove anche una critica. Da una testimonianza di Siriano – un commentatore neoplatonico che, nell’intento di dissolvere ogni divergenza di dottrina tra Platone e Aristotele, cita un passo del libro dove si critica la dottrina dei numeri ideali, additandola ad esempio della sua incomprensione della teoria delle Idee – risulta infatti che egli muoveva all’identificazione delle Idee con i numeri ideali l’obiezione d’essere inintelligibile, dal momento che non è possibile pensare altri numeri che quelli matematici.

L’argomento di gran lunga eminente del terzo libro, sia per il rilievo dottrinale che – a giudicare dal numero delle testimonianze tramandate – per l’estensione verisimilmente assunta dalla relativa trattazione, è il divino. Come i due precedenti, anche quest’argomento viene affrontato da Aristotele in diretto confronto col pensiero di Platone, il che vale innanzitutto per quanto attiene alla natura divina del mondo, che Platone nel Timeo aveva riconosciuto, mentre ancora nell’ambito della divinità del mondo si colloca quella degli astri, concepiti come animati e costituiti di etere, un quinto elemento oltre i quattro classici. Da alcune testimonianze risulta poi che nel terzo libro Aristotele abbia trattato anche dell’anima. In una serie di passi, infatti, Cicerone riferisce che Aristotele, avendo visto che le facoltà psichiche non possono pensarsi insite in nessuno dei quattro elementi, ritenne che l’anima fosse costituita di una quinta natura, priva di nome. È Cicerone ad affermare, criticamente: 
La dimostrazione della necessità e dell'immutabilità di Dio è fornita dalla testimonianza di Simplicio: «dove c'è un meglio, c'è anche un ottimo: poiché, fra ciò che esiste, c'è una realtà superiore a un'altra, esisterà di conseguenza una realtà perfetta, che dovrà essere la potenza divina [...] e ne deduce la sua immutabilità».
Puro pensiero e immutabile, Dio non può creare il mondo, che è anch'esso eterno:

## Conservazione
Si tratta dell’opera essoterica probabilmente più impegnata dal punto di vista dottrinale, in tre libri, citata almeno due volte dallo stesso Stagirita. Sulla sua datazione è impossibile essere precisi, ma la maggior parte degli studiosi lo colloca alla fine del soggiorno di Aristotele nell’Accademia, a motivo della maturità dottrinale che esso testimonia.